# کاش، آلانیا
کاش (به ترکی استانبولی: Kaş) یک منطقهٔ مسکونی در ترکیه است که در Kaş district واقع شده‌است. کاش ۰–۷۰۰ متر بالاتر از سطح دریا واقع شده‌است.